# 詠坂雄二
詠坂 雄二（よみさか ゆうじ、1979年 -）は、日本の小説家、推理作家。2007年、光文社の新人発掘企画「KAPPA-ONE」に応募した長編本格推理『リロ・グラ・シスタ the little glass sister』でデビュー。
デビュー作は高校を舞台にした本格推理で、法月綸太郎の『密閉教室』や真木武志の『ヴィーナスの命題』などの系譜に連なる青春推理物だが、2作目は大きく趣向を変え、ノンフィクション・ルポルタージュを装ったような小説になっている。3作目以降も作風をさまざまに変化させながら、独特なミステリを発表し続けている。
原書房の『本格ミステリ・ベスト10』において、『遠海事件』が2009年版12位、『電氣人閒の虞』が2010年版13位にランクインした。

## 略歴
高校2年生のときに、初めて他人が読むことを意識して小説を書く。このころに書いていたのは、身の回りの出来事を題材にしたミステリや、シミュレーションRPG「タクティクスオウガ」を題材にした小説だった。高校卒業後、アルバイトをしながら執筆を続け、20歳のころに新人賞への応募を開始。以来、26歳までに23作品を応募。新人賞への投稿時代には、応募原稿をピンク・青・緑・黄色の4色の用紙に印刷するなど、目にとまりやすいように趣向を凝らしていた。講談社のメフィスト賞が主な投稿先だったが、『メフィスト』が2006年から1年間休刊になってしまったため、メフィスト賞と同じく編集者が直接応募作を読むという選考形式だった光文社のKAPPA-ONEに目標を変更し、KAPPA-ONE2006年上半期（2006年6月末日締切）に『月曜のグラス・ウォマン』を投稿。2006年12月に受賞が確定した。また投稿時代には、第1回小学館ライトノベル大賞（2006年9月末日締切）で、『も、沢山なトランスミッタ』（アイロニックボマー名義）が2次選考を通過している。
2007年8月、『月曜のグラス・ウォマン』を改題した『リロ・グラ・シスタ the little glass sister』（光文社）でデビュー。『リロ・グラ・シスタ』以来、光文社から刊行されている単行本では、ペンネームの英字表記として「ironic bomber」（アイロニックボマー）が使われている。これはデビュー以前に使用していたペンネームを担当編集者が筆名の英字表記として使用したものである。
少年時代はゲームばかりやっていたと述懐している。本には双葉社のゲームブックシリーズで触れるようになったという。ミステリとの最初の出会いはハヤカワ・ミステリ文庫のアガサ・クリスティ。愛好する作品は、日本の小説では竹本健治や佐藤大輔、矢作俊彦の作品、日本以外ではエド・マクベインの「87分署シリーズ」やジョージ・R・R・マーティンの「氷と炎の歌」シリーズ、また小説以外のテキストでは堀井雄二、桑田佳祐が好みだと語っている。

## 作品リスト

### 単行本
- リロ・グラ・シスタ（2007年8月 光文社 カッパ・ノベルス / 2013年12月 光文社文庫）
- 遠海事件 佐藤誠はなぜ首を切断したのか？（2008年7月 光文社 / 2014年2月 光文社文庫）
- 電氣人閒の虞（2009年9月 光文社 / 2014年4月 光文社文庫）
- ドゥルシネーアの休日（2010年7月 幻冬舎 / 2016年3月 光文社文庫）
- 乾いた屍体は蛆も湧かない（2010年12月 講談社ノベルス）
- インサート・コイン（ズ）（2012年2月 光文社/ 2016年10月 光文社文庫）
  - 収録作品：そしてまわりこまれなかった / 穴へはキノコをおいかけて / 残響ばよえ〜ん / 俺より強いヤツ / インサート・コイン（ズ）
- 日入国常闇碑伝（2013年9月 講談社ノベルス）
  - 収録作品：舶来鬼 / 事為得 / 炎吹刀 / 雨鉄炮 / 英雄蠅
- 亡霊ふたり（2013年12月 東京創元社 ミステリ・フロンティア / 2021年10月 創元推理文庫）
- ナウ・ローディング（2014年7月 光文社 / 2017年1月 光文社文庫）
  - 収録作品：もう1ターンだけ / 悟りの書をめくっても / 本作の登場人物はすべて / すれちがう / ナウ・ローディング
- 人ノ町（2016年9月 新潮社 / 2019年8月 新潮文庫nex）
  - 収録作品：風ノ町 / 犬ノ町 / 日ノ町 / 石ノ町 / 王ノ町
- T島事件 絶海の孤島でなぜ六人は死亡したのか（2017年7月 光文社）
  - 【改題】T島事件 絶海の孤島でなぜ六人は死亡したのか？（2020年8月 光文社文庫）
- 君待秋ラは透きとおる（2019年6月 KADOKAWA / 2022年10月 角川文庫）
- 5A73（2022年7月 光文社）

### アンソロジー
「」内が詠坂雄二の作品
- 異形コレクション46 Fの肖像 フランケンシュタインの幻想たち（2010年9月 光文社文庫）「ドクターミンチにあいましょう」
- ザ・ベストミステリーズ  2012 推理小説年鑑（2012年5月 講談社）「残響ばよえ〜ん」
  - 【分冊・改題】Junction 運命の分岐点 ミステリー傑作選（2015年4月 講談社文庫）
- そっと、抱きよせて 競作集〈怪談実話系〉（2014年7月 角川文庫）「囁き」

### 単著未収録短編
- 誠（光文社『小説宝石』2011年9月号）
- くるくる（集英社『小説すばる』2013年3月号）

## その他の著作
エッセイ
- デビュー作家 私の履歴書（『本格ミステリー・ワールド 2008』（2007年12月、南雲堂））
- 作家の計画・作家の想い（『本格ミステリー・ワールド 2008』 -　） - 年一回刊行のムックに寄稿
- となりあわせの君とリセット[5] （『メフィスト』2010年 Vol.1（2009年12月、講談社）） - 「日常の謎」というテーマで書かれたエッセイ
- 小説が書けるゲーマー （『小説宝石』2012年3月号（2012年2月、光文社））